# Josip Knežević
Josip Knežević (Osijek, 3 ottobre 1988) è un calciatore croato, centrocampista del BSK Bijelo Brdo.

## Statistiche

### Cronologia presenze e reti in nazionale
| Cronologia completa delle presenze e delle reti in nazionale ― Croazia under 21 | Cronologia completa delle presenze e delle reti in nazionale ― Croazia under 21 | Cronologia completa delle presenze e delle reti in nazionale ― Croazia under 21 | Cronologia completa delle presenze e delle reti in nazionale ― Croazia under 21 | Cronologia completa delle presenze e delle reti in nazionale ― Croazia under 21 | Cronologia completa delle presenze e delle reti in nazionale ― Croazia under 21 | Cronologia completa delle presenze e delle reti in nazionale ― Croazia under 21 | Cronologia completa delle presenze e delle reti in nazionale ― Croazia under 21 |
| Data                                                                            | Città                                                                           | In casa                                                                         | Risultato                                                                       | Ospiti                                                                          | Competizione                                                                    | Reti                                                                            | Note                                                                            |
| ------------------------------------------------------------------------------- | ------------------------------------------------------------------------------- | ------------------------------------------------------------------------------- | ------------------------------------------------------------------------------- | ------------------------------------------------------------------------------- | ------------------------------------------------------------------------------- | ------------------------------------------------------------------------------- | ------------------------------------------------------------------------------- |
| 11-2-2009                                                                       | Costrena                                                                        | Croazia under 21                                                                | 2 – 1                                                                           | Macedonia del Nord under 21                                                     | Amichevole                                                                      | -                                                                               | 82’                                                                             |
| 7-6-2009                                                                        | Koprivnica                                                                      | Croazia under 21                                                                | 0 – 2                                                                           | Cipro under 21                                                                  | Qual. Europeo Under-21 2011                                                     | -                                                                               | 80’                                                                             |
| 14-11-2009                                                                      | Pafo                                                                            | Cipro under 21                                                                  | 1 – 2                                                                           | Croazia under 21                                                                | Qual. Europeo Under-21 2011                                                     | -                                                                               | 70’                                                                             |
| Totale                                                                          |                                                                                 | Presenze                                                                        | 3                                                                               |                                                                                 | Reti                                                                            | 0                                                                               |                                                                                 |

## Palmarès

### Competizioni nazionali
- Coppa del Kazakistan: 1

Qaırat: 2014